# آسی‌ها
آسی‌ها (‎/ɒˈsiːʃənz/‎ oss-EE-shənz یا ‎/ɒˈsɛtiənz/‎ oss-ET-ee-ənz; آسی: ир, ирæттæ / дигорӕ, дигорӕнттæ، آوانگاری: ir, irættæ / digoræ, digorænttæ)، همچنین با نام‌های آس‌ها (‎/ˈɒsiːts/‎ OSS-eets)، آست‌ها (‎/ˈɒsɪts/‎ OSS-its)، و آلان‌ها (‎/ˈælənz/‎ AL-ənz)، یک گروه قومی ایرانی هستند که بومی اوستیا، منطقه‌ای واقع در طرف‌های شمالی و جنوبی رشته‌کوه‌های قفقاز هستند. آن‌ها به طور بومی به آسی سخن می‌گویند، یک زبان ایرانی شرقی از خانواده زبان‌های هندواروپایی، و بیشتر آن‌ها به زبان روسی نیز به عنوان زبان دوم مسلط هستند.
در حال حاضر، سرزمین مادری آسی‌ها، اوستیا، از نظر سیاسی بین اوستیای شمالی-آلانیا در روسیه و کشور دوفاکتو اوستیای جنوبی (که توسط سازمان ملل متحد به عنوان سرزمین اشغالی روسیه که دوژور بخشی از گرجستان است، شناخته می‌شود) تقسیم شده است. نزدیک‌ترین خویشاوندان تاریخی و زبانی آن‌ها، مردم یاس، در منطقه یاس‌ساگ در شمال غربی شهرستان یاس-ناغیکون-سولنوک در مجارستان زندگی می‌کنند. گروه سومی که از آلان‌های قرون وسطی منشعب شده‌اند، آسودهای مغولستان هستند. هم یاس‌ها و هم آسودها مدت‌هاست که جذب شده‌اند؛ تنها آسی‌ها شکلی از زبان آلانی و هویت آلانی را حفظ کرده‌اند.
اکثریت آسی‌ها مسیحیان ارتدکس شرقی هستند، و اقلیت‌های قابل توجهی نیز به دین قومی آسی‌ها، اواتسدین و همچنین اسلام اعتقاد دارند.

## ریشه‌شناسی
نام‌های «آسی‌ها» و «اوستیا» از زبان روسی گرفته شده‌اند، که واژه گرجی «Oseti» (ოსეთი – توجه کنید به ضمیر شخصی) را وام گرفته‌اند، به معنی «سرزمین اُسی‌ها». در زبان گرجی، «Osi» (ოსი، جمع «Osebi»، ოსები) از قرون وسطی برای اشاره به تنها گروه ایرانی‌زبانی در قفقاز مرکزی به کار رفته است. احتمالاً این واژه از نام خودخوانده سرمتی باستان «As» (تلفظ: آز) یا «Iasi» (تلفظ: یازی) گرفته شده است، که با واژه مجاری «Jasz» هم‌ریشه است. هر دو شکل به واژه لاتین «Iazyges» بازمی‌گردند، که خود لاتینی‌شده نام قبیله سرمتی *«Yazig» بوده که توسط آلان‌ها استفاده می‌شده است. این نام از ریشه ایرانی باستان *«Yaz» به معنی «قربانی‌کنندگان» گرفته شده است، که احتمالاً به قبیله‌ای مرتبط با قربانی‌های آیینی اشاره دارد. در همین حال، به نظر می‌رسد که سرمتی‌های وسیع‌تر خود را «Ariitai» یا «Aryan» می‌نامیدند، اصطلاحی که در زبان آسی مدرن به صورت «Irættæ» حفظ شده است.الگو:Page number needed
از آنجایی که گویشوران آسی در زبان بومی خود نام فراگیر واحدی فراتر از تقسیم‌بندی سنتی ایرون–دیگورون نداشتند، این اصطلاحات حتی پیش از ادغام آن‌ها در امپراتوری روسیه توسط آسی‌ها به عنوان یک خودنام پذیرفته شدند.
این رویه در اوایل دهه ۱۹۹۰ میلادی توسط ناسیونالیسم نوین آسی مورد تردید قرار گرفت، زمانی که اختلاف بین زیرگروه‌های آسی دیگورون و ایرون بر سر وضعیت گویش دیگور باعث شد تا روشنفکران آسی به دنبال یک نام قومی فراگیر جدید بگردند. این امر، همراه با تأثیرات درگیری گرجستان و اوستیا، منجر به رواج «آلانیا»، نام کنفدراسیون سرمتی قرون وسطی، که آسی‌ها ریشه خود را به آن می‌رساندند، و گنجاندن این نام در عنوان رسمی جمهوری اوستیای شمالی در سال ۱۹۹۴ میلادی شد.
ریشه «os/as» احتمالاً از *«ows»/«aws»- قدیمی‌تری گرفته شده است. این امر توسط ریشه کهن گرجی «ovs»- (مقایسه کنید با «Ovsi»، «Ovseti»)، که در «وقایع‌نامه گرجی» مستند شده است؛ طولانی بودن حرف صدادار اولیه یا هم‌جوشی صامت «s» در برخی اشکال (فارسی نو «Ās»، «Āṣ»؛ لاتین «Aas»، «Assi»)؛ و توسط نام قومی ارمنی «Awsowrk» («Ōsur»-)، که احتمالاً از هم‌ریشه‌ای حفظ شده در اصطلاح یاسی «Jaszok» گرفته شده است، که به شاخه‌ای از قبیله آلانی یازیگ که در زمان آنانیای شیراکاتسی (قرن هفتم میلادی) در نزدیکی گرجستان امروزی سکونت داشتند، اشاره دارد.

## زیرگروه‌ها

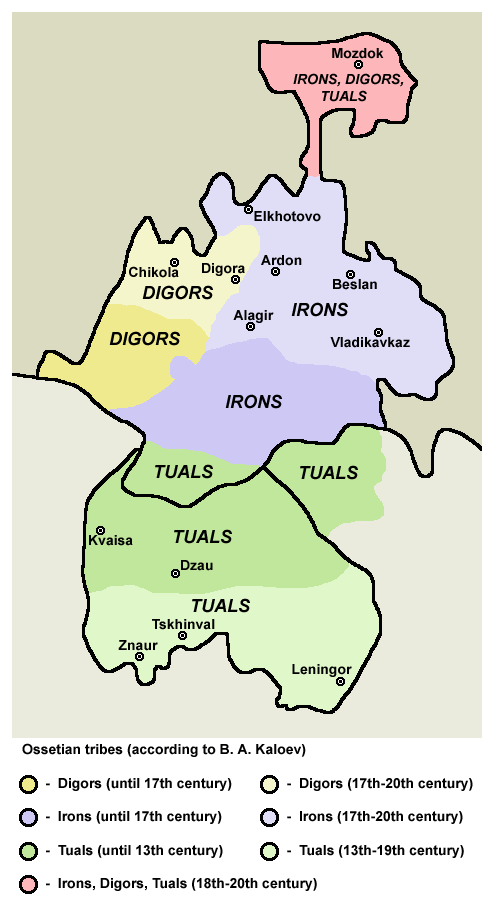
قبایل آسی (به گفته ب. آ. کالوئف).

- ایرون‌ها در شرق و جنوب گروه بزرگتری از آسی‌ها را تشکیل می‌دهند. آن‌ها به گویش ایرونی سخن می‌گویند، که خود به چندین زیرگروه تقسیم می‌شود: آلاگیرها، کورتاتس‌ها، تاگاورها، کودار، توآل، اورستوآل و چسان.
  - کودارها گروه جنوبی آسی‌ها هستند.
  - توآل‌ها در بخش مرکزی اوستیا قرار دارند.
  - کسان‌ها در شرق اوستیای جنوبی هستند.
- مردم دیگور در غرب. دیگورها در بخش دیگورا، بخش ایراف و برخی سکونتگاه‌ها در کاباردینو-بالکاریا و بخش موزدوک زندگی می‌کنند. آن‌ها به گویش دیگوری سخن می‌گویند.
- یاسی‌ها، که در قرن سیزدهم میلادی در منطقه یاس‌ساگ در مجارستان ساکن شدند. آن‌ها به گویش یاسی منقرض شده سخن می‌گفتند.
- آسودها، یک طایفه کوچ‌نشین از مغولستان با منشأ آلانی-آسی. آن‌ها نیز مانند یاسی‌ها کاملاً جذب شده‌اند و مشخص نیست که قبل از پذیرش زبان مغولی به چه نوع گویش آسی سخن می‌گفتند.

### اسطوره‌شناسی
باورهای بومی مردم آسی ریشه در منشأ سرمتی آن‌ها دارد، که با گونه محلی ارتدوکسی عامیانه، که در آن برخی از خدایان پاگان به قدیسین مسیحی تبدیل شده‌اند، هم‌گرا شده‌اند. نارت‌ها، دارزدانت و تسارتسیات به عنوان ادبیات اساسی اسطوره‌شناسی عامیانه در منطقه خدمت می‌کنند.

## زبان

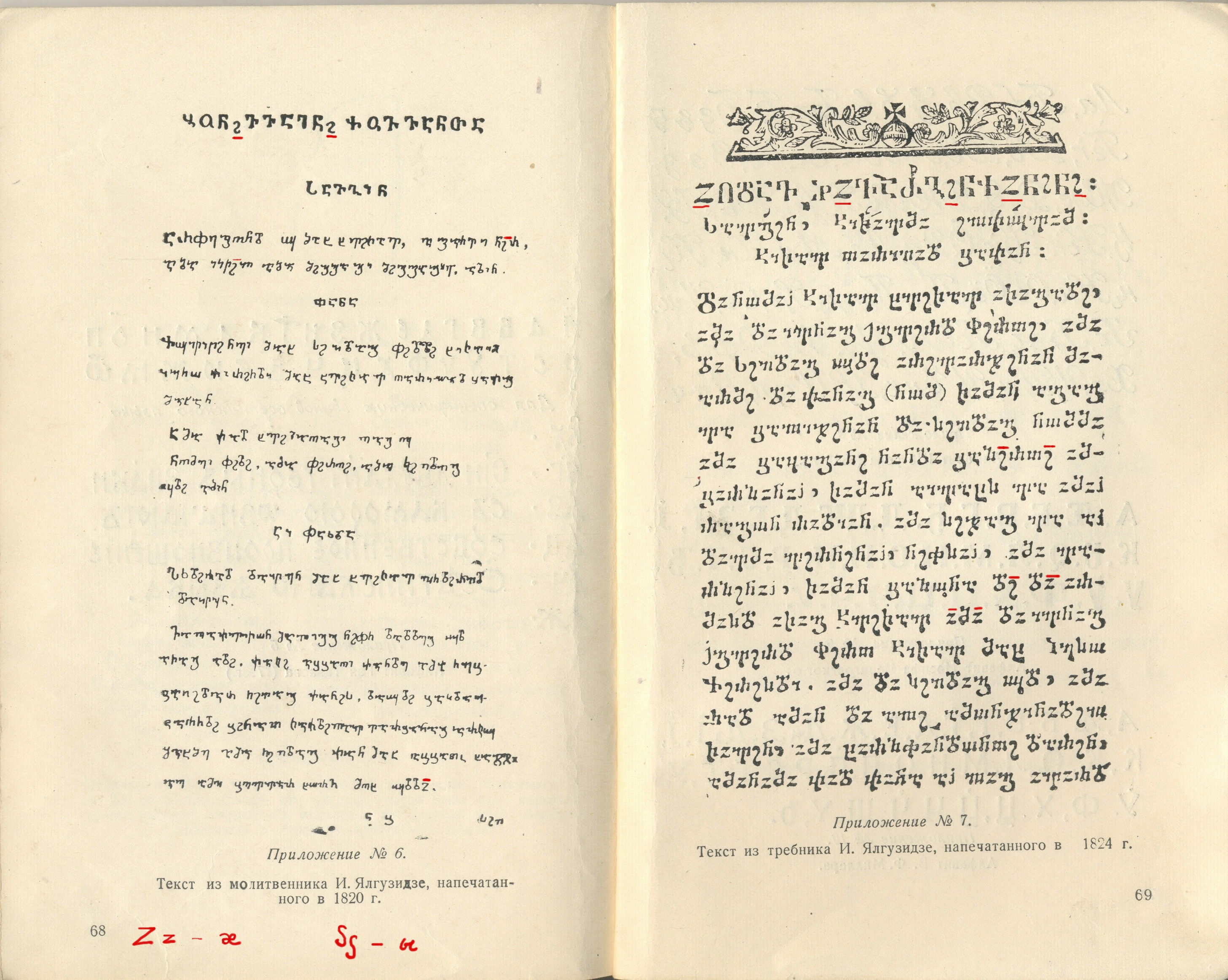
زبان آسی که به خط سنتی نوسخوری نوشته شده است.

زبان آسی به شاخه زبان‌های ایرانی شرقی (آلانی) از خانواده زبان‌های هندواروپایی تعلق دارد.
زبان آسی به دو گروه گویش اصلی تقسیم می‌شود: گویش ایرونی (آسی: Ирон) در اوستیای شمالی و جنوبی و گویش دیگوری (آسی: Дыгурон) در غرب اوستیای شمالی. در این دو گروه برخی زیرگویش‌ها نیز وجود دارند، مانند توآلی، آلاگیری و خسانی. گویش ایرونی رایج‌ترین گویش است.
زبان آسی از بازمانده‌های گروه گویشی سکایی-سرمتی است که زمانی در سراسر استپ پونتیک-کاسپین صحبت می‌شد. زبان آسی با هیچ زبان ایرانی دیگری متقابلاً قابل فهم نیست.

## مذهب
| مذهب در اوستیای شمالی-آلانیا در سال ۲۰۱۲ (اطلس آرنا среда) | مذهب در اوستیای شمالی-آلانیا در سال ۲۰۱۲ (اطلس آرنا среда) | مذهب در اوستیای شمالی-آلانیا در سال ۲۰۱۲ (اطلس آرنا среда) | مذهب در اوستیای شمالی-آلانیا در سال ۲۰۱۲ (اطلس آرنا среда) | مذهب در اوستیای شمالی-آلانیا در سال ۲۰۱۲ (اطلس آرنا среда) |
| ---------------------------------------------------------- | ---------------------------------------------------------- | ---------------------------------------------------------- | ---------------------------------------------------------- | ---------------------------------------------------------- |
|                                                            |                                                            |                                                            |                                                            |                                                            |
| ارتدوکسی روسی                                              | ارتدوکسی روسی                                              |                                                            | ۴۹٫۲٪                                                      | ۴۹٫۲٪                                                      |
| آسیانیسم و دیگر باورهای بومی                               | آسیانیسم و دیگر باورهای بومی                               |                                                            | ۲۹٫۴٪                                                      | ۲۹٫۴٪                                                      |
| اسلام                                                      | اسلام                                                      |                                                            | ۱۵٪                                                        | ۱۵٪                                                        |
| دیگر مسیحیان                                               | دیگر مسیحیان                                               |                                                            | ۹٫۸٪                                                       | ۹٫۸٪                                                       |
| بی‌دینی و بی‌مذهبی                                           | بی‌دینی و بی‌مذهبی                                           |                                                            | ۳٪                                                         | ۳٪                                                         |
| دیگر ارتدوکس                                               | دیگر ارتدوکس                                               |                                                            | ۲٫۴٪                                                       | ۲٫۴٪                                                       |
| پروتستانتیسم                                               | پروتستانتیسم                                               |                                                            | ۰٫۸٪                                                       | ۰٫۸٪                                                       |
| معنوی اما نه مذهبی                                         | معنوی اما نه مذهبی                                         |                                                            | ۰٫۸٪                                                       | ۰٫۸٪                                                       |
| دیگر و اظهارنشده                                           | دیگر و اظهارنشده                                           |                                                            | ۰٫۶٪                                                       | ۰٫۶٪                                                       |

پیش از قرن دهم میلادی، آسی‌ها کاملاً پاگان بودند، اگرچه در آغاز قرن دهم میلادی توسط مبلغان بیزانس تا حدی مسیحی‌سازی شدند. تا قرن سیزدهم میلادی، بیشتر جمعیت شهری اوستیا به تدریج در نتیجه فعالیت‌های تبلیغی گرجی‌ها مسیحی ارتدکس شدند.
اسلام مدت کوتاهی پس از آن، در طول دهه‌های ۱۵۰۰ و ۱۶۰۰ میلادی، زمانی که اعضای دیگور برای اولین بار با چرکسی‌های قبیله کاباردای در اوستیای غربی مواجه شدند، که خود در دهه ۱۴۰۰ میلادی توسط تاتارها با این دین آشنا شده بودند، معرفی شد.
بر اساس تخمین سال ۲۰۱۳ میلادی، تا ۱۵٪ از جمعیت اوستیای شمالی به اسلام عمل می‌کنند.
در سال ۱۷۷۴ میلادی، اوستیا بخشی از امپراتوری روسیه شد، که تنها به تقویت قابل توجه مسیحیت ارتدکس پرداخت، با اعزام مبلغان ارتدوکس روسی به آنجا. با این حال، بیشتر مبلغان انتخاب شده روحانیونی از جوامع ارتدکس شرقی ساکن در گرجستان، از جمله ارمنی‌ها و یونانی‌ها و همچنین گرجی‌های قومی بودند. مبلغان روسی خود اعزام نشدند، زیرا این امر از نظر آسی‌ها بسیار مداخله‌جویانه تلقی می‌شد.
امروزه، اکثریت آسی‌ها از اوستیای شمالی و جنوبی از ارتدوکسی شرقی پیروی می‌کنند.
آسیانیسم (در زبان آسی: Уацдин یا Æцæг Дин)، دین قومی آسی، نیز در میان آسی‌ها گسترده است، با سنت‌های آیینی مانند قربانی کردن حیوانات، زیارتگاه‌های مقدس، جشن‌های سالانه و غیره. در بیشتر روستاها معابدی به نام «کواندون» وجود دارد. بر اساس پژوهش‌های سرویس «среда»، اوستیای شمالی مرکز اصلی دین قومی آسی است و ۲۹٪ از جمعیت در یک نظرسنجی در سال ۲۰۱۲ میلادی گزارش دادند که به دین قومی عمل می‌کنند. محبوبیت آسیانیسم از دهه ۱۹۸۰ میلادی به طور پیوسته در حال افزایش بوده است.
```
* طرف
۱
```

## سرزمین
هرودوت سرزمین ایشان را آسیا نامیده‌است؛ این نام سپس به سرتاسر قاره آسیا گفته شد. بیشتر آسیان در اوستیای شمالی-آلانیا (در روسیه) و اوستیای جنوبی (خودمختار از گرجستان) زندگی می‌کنند. شماری از آن‌ها در ترکیه و مجارستان زندگی می‌کنند.

## تاریخ
آسی‌ها از نوادگان الانان و سکاها (از مردمان ایرانی) هستند. در سده‌های میانی تحت تأثیر گرجی‌ها بیزانسی‌ها مسیحی شدند.
آسی‌ها به وسیله مبلغان مذهبی بیزانسی و گرجی به آیین مسیحی درآمدند، و یکی از مبلغان به نام تئودور، در سده سیزدهم، تنها از آن‌ها به عنوان مسیحی نام می‌برد. اندکی پس از این زمان، تحت تأثیر حملات تاتارها و کاباردی‌ها از حیث ظاهر، آیین اسلام را پذیرفتند. در طی سده بیستم، روس‌ها برای جلوگیری از گسترش اسلام به دخالت پرداختند، و ازاین‌رو، برخی از آسی‌ها که از مسلمانان اصیل بودند به ترکیه عثمانی مهاجرت کردند، ولی عده‌ای دیگر از مسیحیت پیروی کردند. اما، گفته می‌شود که تنها مراسم این مذهب را به جای می‌آوردند.
جامعه آسی‌ها از همان آغاز سده بیستم تابع تلاطمات سیاسی و اجتماعی روسیه بود. سال‌های ۱۹۱۷ تا ۱۹۲۰ عرصه کارزارهای نیروهای سرخ و سفید و مذهبی گشت. در۱۹۲۰ استالین موجودیت «جمهوری خودمختار کوهستان» به مرکزیت قفقاز را اعلام کرد. خاک کنونی شمالی با عنوان «ناحیه آسی» تابعیت این جمهوری خودمختار را یافت که در سال ۱۹۲۴به محدوده‌های مجزای قومی بخش شد و سهم آسی‌ها از این تقسیم «ولایت خودمختار شمالی» بود.
اما منطقه آسی‌های جنوبی از چنین اختیاراتی برخوردار نشد. در سال ۱۹۱۸ گرجستان اعلام استقلال کرد و آسستان جنوبی پاره‌ای از آن شد. شورش‌های پیاپی آسی‌ها که وحدت با همزبانان شمالی را مطالبه می‌کردند، در مارس ۱۹۱۸، اکتبر ۱۹۱۹ و آوریل تا ژوئن ۱۹۲۰ رخ نمود که همه قلع و قمع شد. موضوع وحدت دو نیمه در طول دوره شوروی بارها از سوی اهالی مطالبه شد؛ ولی حتی در زمان استالین که خود تبار آسی داشت، اقدامی از طرف مسکو دیده نشد.
جنگ جهانی دوم در ارتقای حیثیت جمهوری و تحکیم مناسبات او با مسکو تأثیر ماندنی داشت. آسی‌ها از سده نوزدهم در رده‌های فوقانی قشون روسیه نمایندگان سرشناس داشتند و بیش از پیش اعتماد زمامداران شوروی را به خود جلب کردند. در بادی امر آلمانی‌ها به همکاری آسی‌ها امیدوار بودند و در تبلیغات خود بر تعلق ایشان به نژاد ایرانی و آریایی تأکید داشتند. این تبلیغات ظاهراً کارساز نشد و آسی‌ها، علاوه بر حضور در ارتش شوروی، با سازمان دادن عملیات چریکی جداگانه سهم بارزی در پیروزی‌ها داشتند.
شمار آسی‌هایی که در جنگ جهانی دوم به جبهه‌ها رفتند ۱۱۰ هزار و تلفات آنها نیمی از این تعداد برآورد می‌شود. بدین‌سان امانت آسی‌ها نسبت به روسیه به اثبات رسید و این امر در تحکیم روابط مودت‌آمیز و مسکو تا امروز هم به قوت خود باقی است.

## آیین‌ها
زندگی آسی‌ها، با جشن‌ها و مراسم بسیار همراه است که، بسیاری از آن‌ها دارای اصل و منشأ عیسوی است. مراسم مذهبی به دو بخش تقسیم می‌شود: کوود، به معنای نیایش، و خیست، به معنای آیین مردگان. تشریفاتی جهت قربانی کردن نیز وجود دارد.
رویدادهای عمده سال عبارتند از: جشن سال نو و مراسم آب‌پاشان یا جشن تخیلی مسیح. در این ضمن مراسم قربان کردن بره، برای فرشته نگهبان خانه انجام می‌گیرد که، نیم حیوان را در داخل خانه به خاک می‌سپارند. کُمَخسان، جشنی است که به یاد مردگان بر پا می‌شود.
سپس جشن سنت نیکلا بر پا می‌شود، که در طی آن برای هر چهار خانواده، یک گاو نر قربانی می‌کنند. در ماه مه، جشن «خدای بزرگ»، در پایان شخم زدن زمین بر پا می‌دارند، و در این هنگام، گورهای سال گذشته را با چمن می‌پوشانند. پس از آن، زنان مراسمی در دهکده به یاد دزور هر محل انجام می‌دهند و هیچ مردی، غیر از قربانی کننده، نباید حضور داشته باشد، و هدف از این اقدامات تأمین محصول آینده است.

## نگارخانه

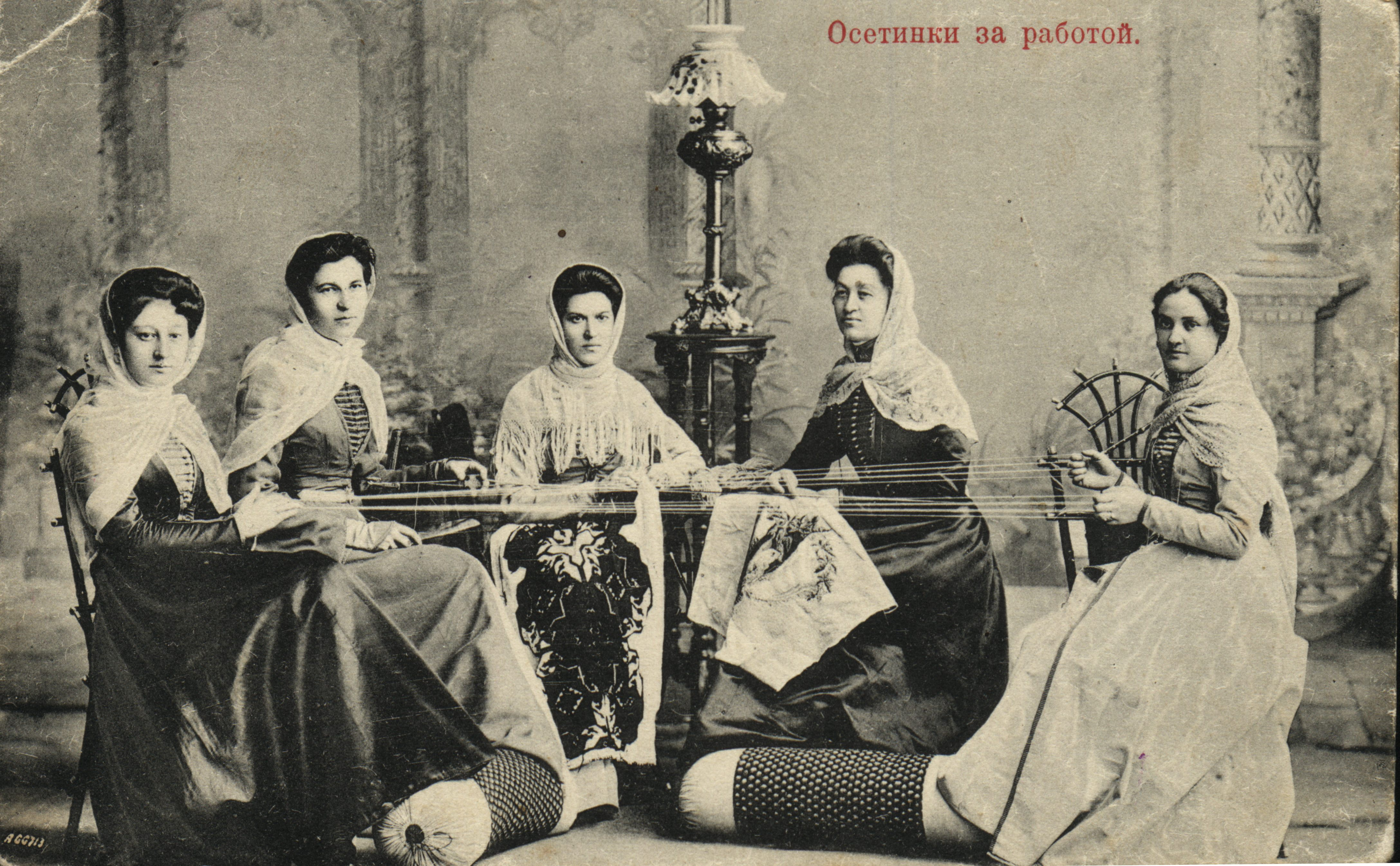
چند زن آسی
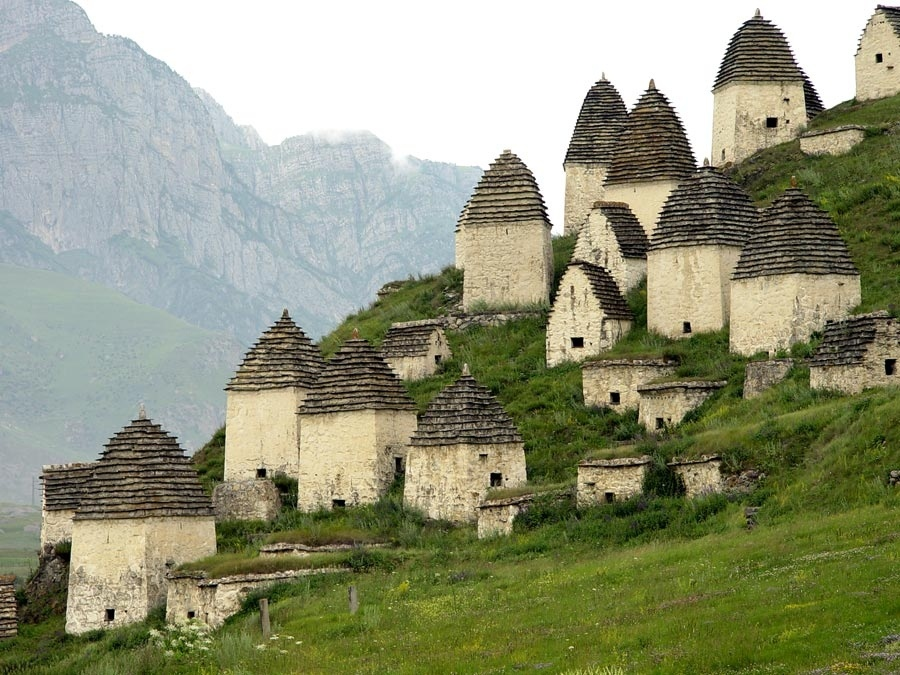
دَرگَوس در شمال اوستیا
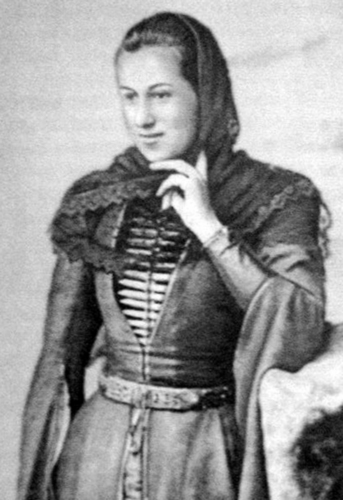
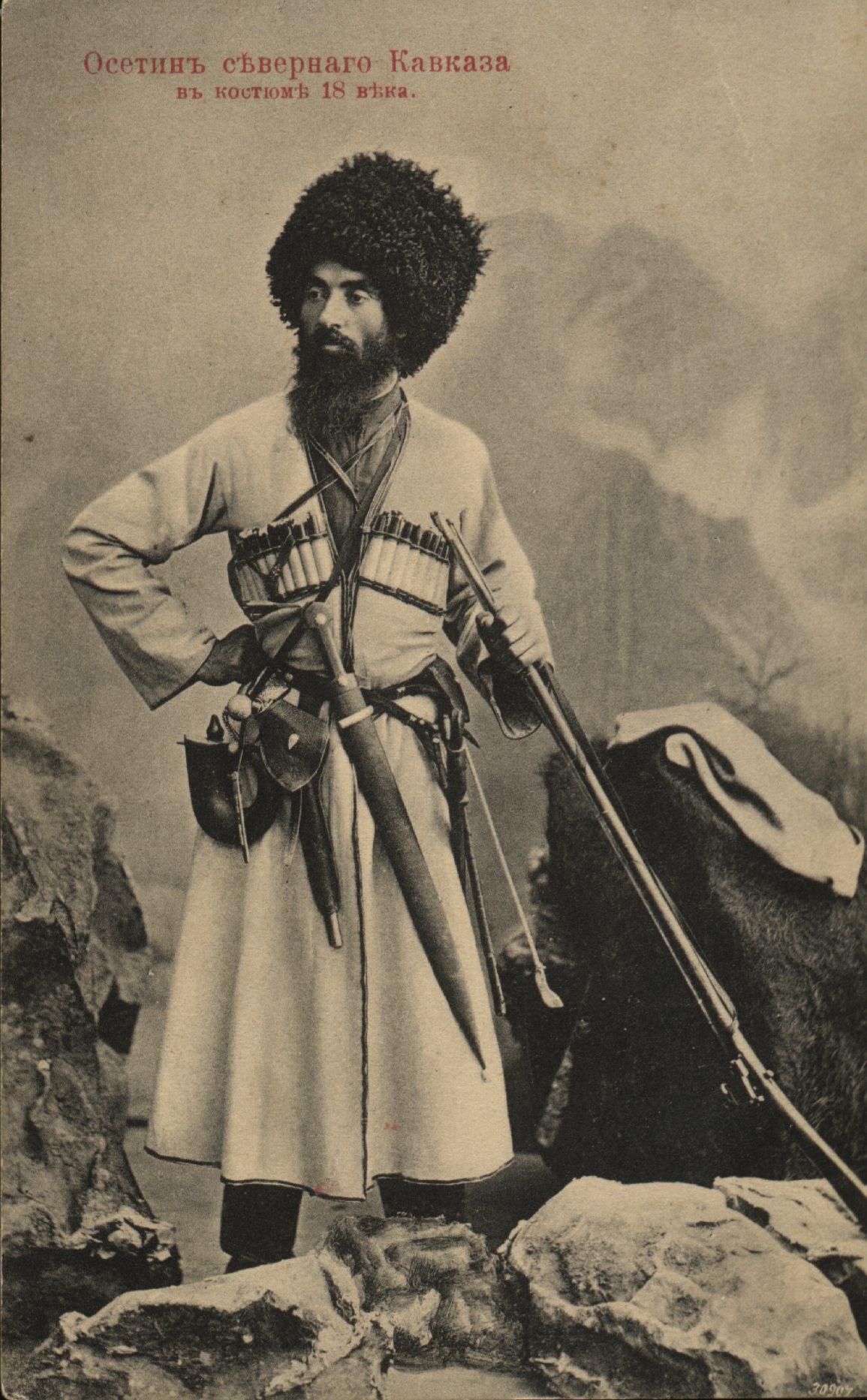
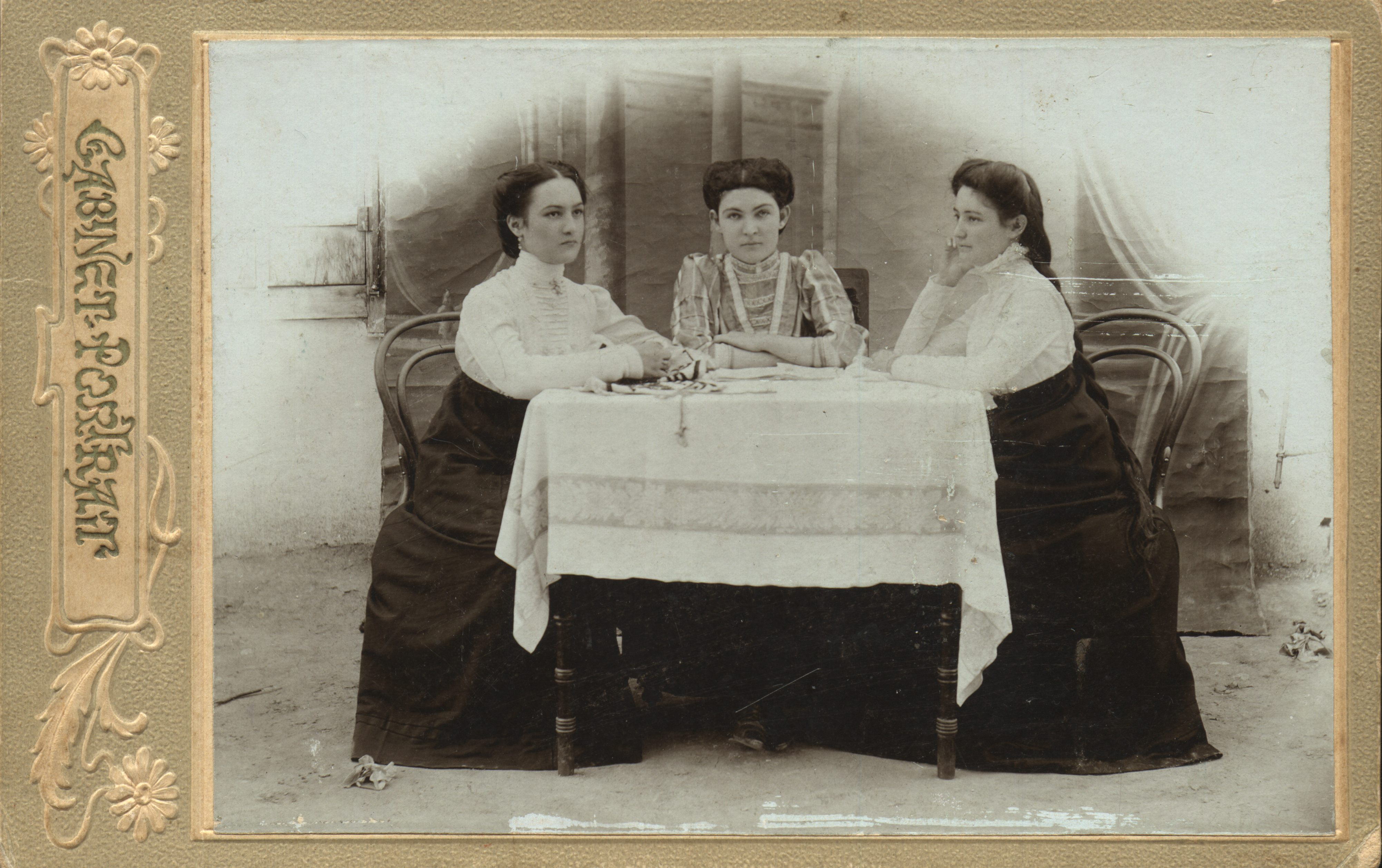
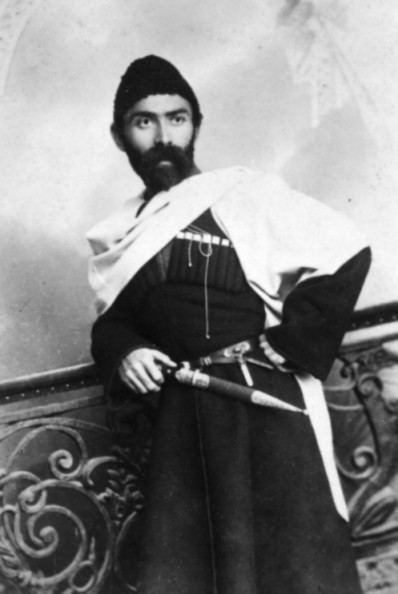
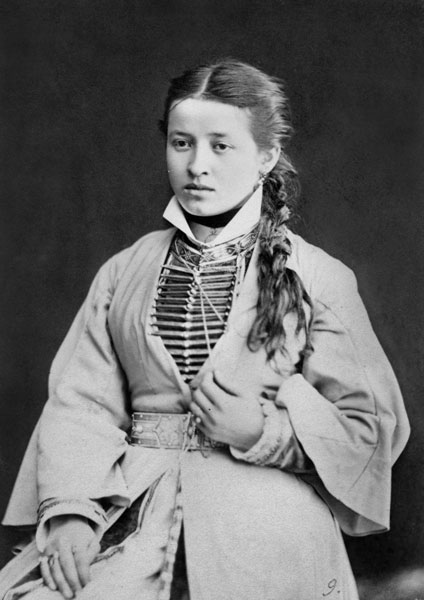
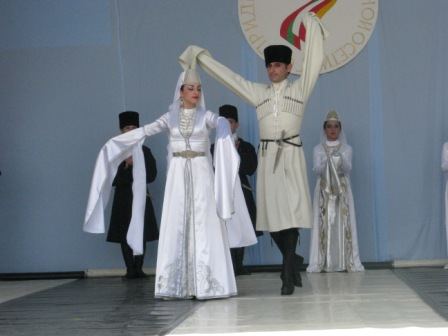
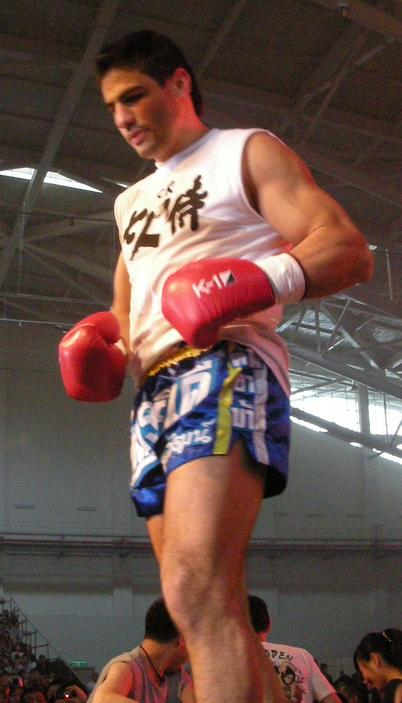
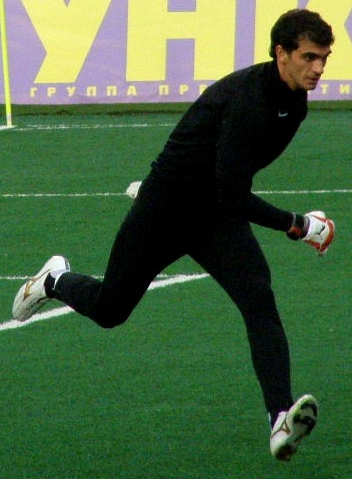